# Chapelle-Royale
Chapelle-Royale ist eine französische Gemeinde mit 321 Einwohnern (Stand: 1. Januar 2022) im Département Eure-et-Loir in der Region Centre-Val de Loire; sie gehört zum Arrondissement Nogent-le-Rotrou und zum Kanton Brou. Die Einwohner werden Capellariens genannt.

## Geographie
Chapelle-Royale liegt etwa 46 Kilometer südwestlich von Chartres in der Landschaft Perche. Umgeben wird Chapelle-Royale von den Nachbargemeinden Unverre im Norden, Commune nouvelle d’Arrou im Osten und Süden, La Bazoche-Gouet im Süden und Westen sowie Les Autels-Villevillon im Nordwesten.

## Bevölkerungsentwicklung
| Jahr                       | 1962 | 1968 | 1975 | 1982 | 1990 | 1999 | 2006 | 2013 | 2020 |
| Einwohner                  | 460  | 450  | 430  | 378  | 368  | 339  | 357  | 314  | 296  |
| Quellen: Cassini und INSEE |      |      |      |      |      |      |      |      |      |

## Sehenswürdigkeiten
- Kirche Notre-Dame aus dem 11. Jahrhundert

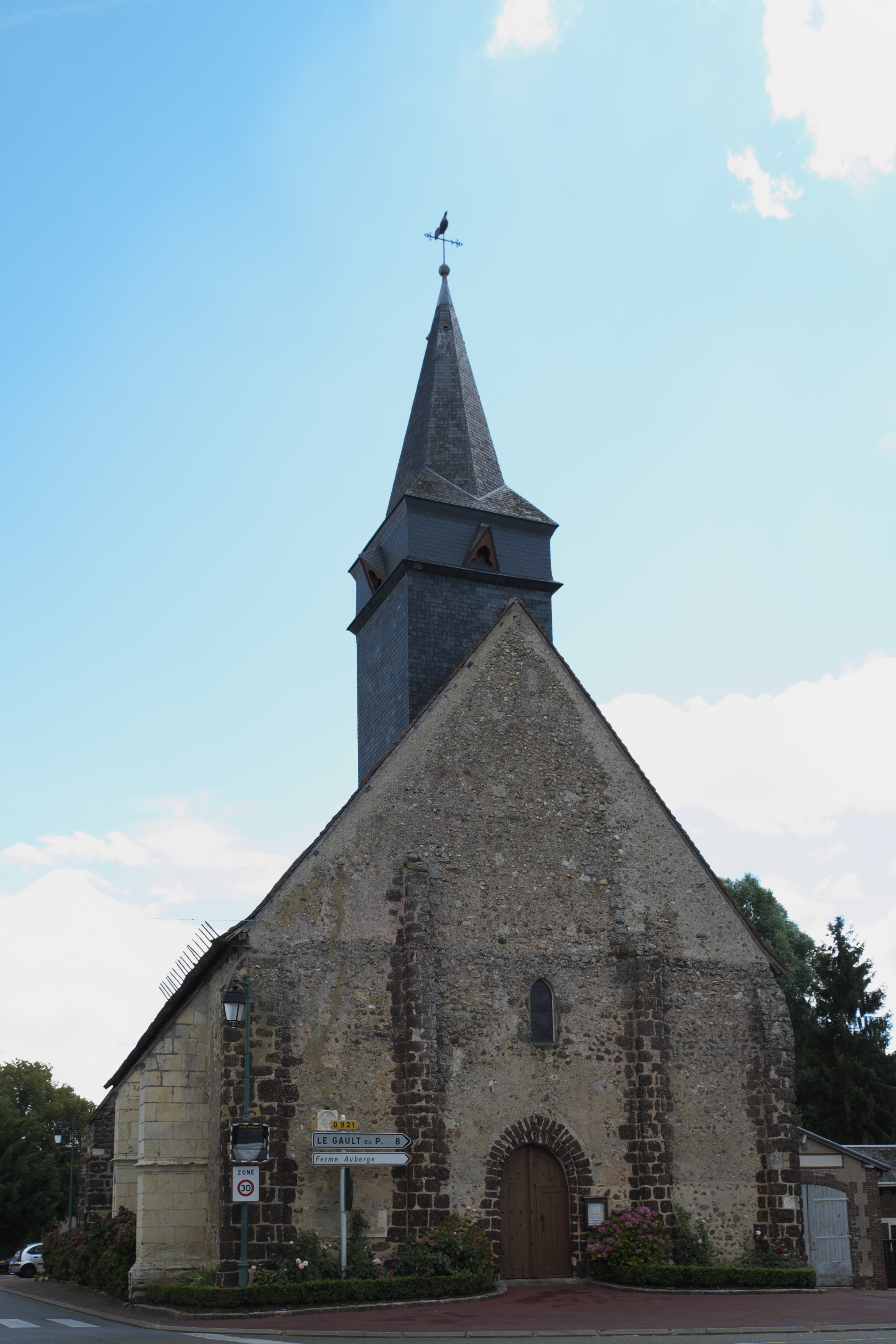
Kirche Notre-Dame
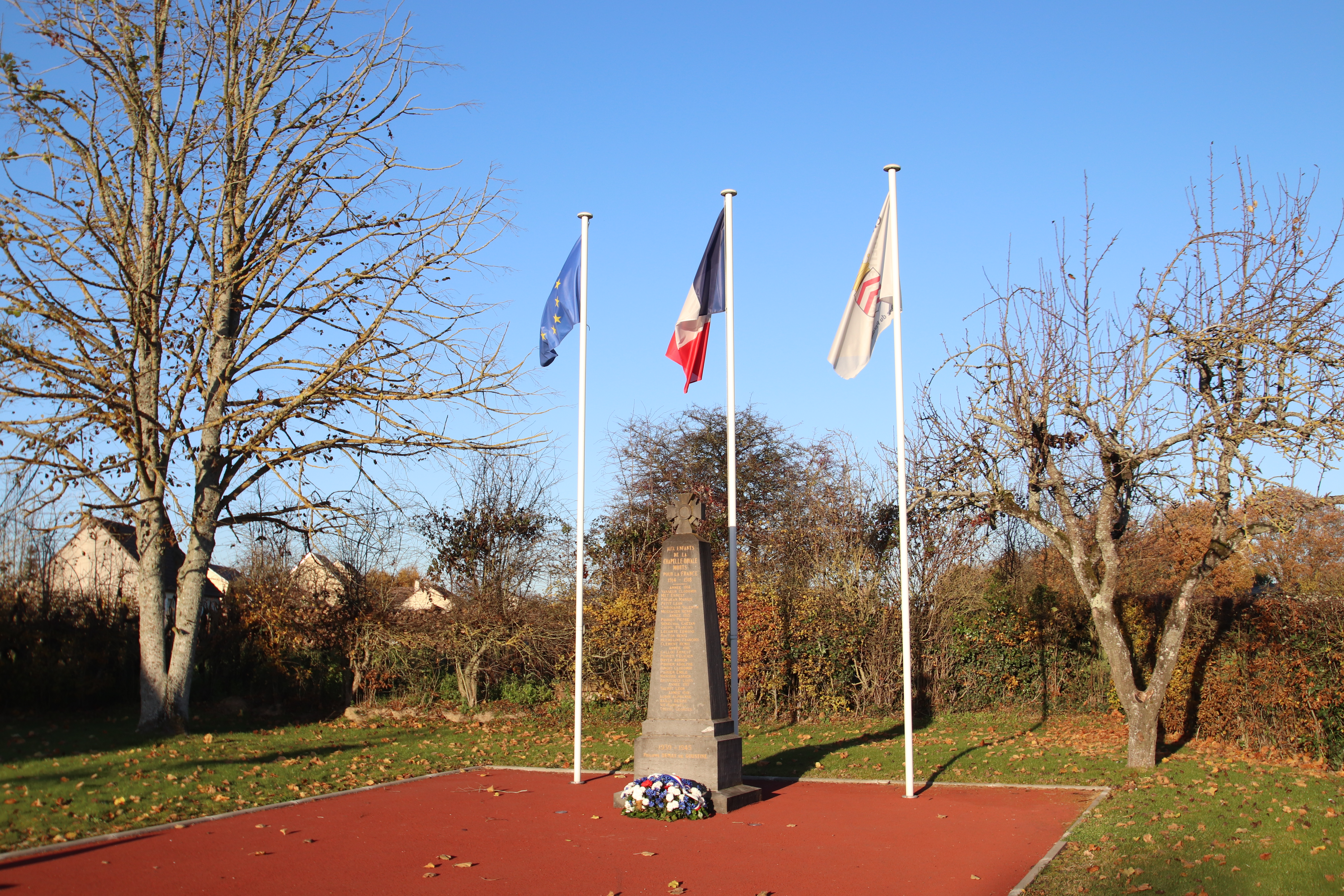
Gefallenendenkmal